# Victor-Edmond Leharivel-Durocher
Pour les articles homonymes, voir Durocher.
Victor-Edmond Leharivel-Durocher, né le 20 novembre 1816 à Chanu où il est mort le 9 octobre 1878, est un sculpteur français.

## Biographie
Entré en apprentissage, après ses études primaires, chez un artisan hucher de son village, Leharivel a trouvé à exercer les talents de dessin et de gravure sur bois qu’il montrait depuis la petite école. Bientôt, après avoir sculpté quelques ornements pour des autels de campagne, il gagne sa vie à 16 ans en sculptant des armoires à Briouze et à Falaise.
Monté à Rouen, tout en travaillant pour vivre le bois dans l’atelier d’un ornemaniste nommé Beaudouin, il suit le cours public du frère Piel des écoles chrétiennes et consacre ses soirées à l’étude du dessin . Dans sa vingtième année, il monte à Paris où, toujours gagnant sa vie, il suit les cours de l’école municipale du 11e arrondissement, sous la direction de Jean-Baptiste Belloc. En 1838, il entre aux Beaux-Arts de Paris et après avoir tenté sans succès d’être admis dans l’atelier de David d’Angers, entre chez Auguste Dumont, qui, avec Belloc pour le dessin et Jules Ramey, dont il a également fréquenté l’atelier, ont été ses seuls maitres.
En 1844, il remporte le prix de la tête d’expression (La Douleur) mais, après plusieurs échecs au concours pour le prix de Rome, il rompt net avec l’école et l’atelier, pour tenter sa chance aux salons de peinture et débute à celui de 1846 par un groupe d’anges pour le tombeau de M. de Pierre, curé de l’église Saint-Sulpice de Paris. Il enchaine, l’année suivante, un groupe en plâtre, le Rédempteur et la Vierge, et obtient sa première récompense, une médaille de 3e classe au Salon de 1849, pour un buste de Racine en plâtre, et une Cène en terre cuite. Le Conseil général de l’Orne lui vote à titre d’encouragement, un crédit de 1 000 francs, et le ministre de l’Intérieur lui commande le marbre de la Cène, qui figurera au salon de 1850.
Après la mort de l’architecte au palais du Louvre Louis Visconti, avec lequel il avait travaillé en collaboration. il réalise sa statue pour son tombeau, sur des dessins de Simard,. Également soutenu par son compatriote Chennevières-Pointel, directeur des Beaux-Arts, il commence à être remarqué par la critique artistique à l'Exposition universelle de 1855, où il expose un très grand nombre d’œuvres importantes, qui lui valent une mention honorable, une médaille de 2e classe au Salon de 1857, pour le plâtre de Être et paraitre, ou la Comédie humaine, groupe dont le marbre, commandé et acheté par l’État, a figuré au musée du Luxembourg jusqu’en 1898.
En 1858, il n’expose pas, se consacrant entièrement à l’organisation de l’exposition provinciale d’Alençon, appendice du Concours régional. En 1860, il remporte, à l’exposition de Rouen, une médaille d’honneur. Au salon de 1861, sa vierge en marbre Rosa mystica et le Colin-Maillard, lui valent un rappel de médaille. Pendant les deux années suivantes, il exécute toute la partie décorative artistique de la chapelle de l’Immaculée-Conception de Sées. De retour au salon de 1863, il expose une Vierge en marbre (buste) et le modèle en plâtre d’une Regina martyrum, destinée à être sculptée en ivoire, avec certains ornements, sur la couverture d’un album destiné à la reine de Naples.
En 1865, il figure parmi les 300 personnages les plus en vue de l’époque dans le premier album publicitaire édité par les grands magasins du Printemps. Le 16 septembre 1866, Arcisse de Caumont, lui remet, à Argentan, une médaille d’honneur, au nom de l’Association normande, pour l’exécution du monument dédié à Eudes de Mézeray. En 1869, il expose le buste en marbre de l’astronome Léon Foucault, destiné à son monument funèraire. Alors qu’il venait tout juste de recevoir la Légion d’honneur du ministre Maurice Richard, la guerre de 1870 éclate. Présent dans la capitale pendant le siège, il fait son devoir, malgré son âge, et au détriment de sa santé. Allé décompresser à la campagne, à l’issue du siège, il rentre à Paris juste alors que commence la Commune, au cours de laquelle son atelier servira d’asile.

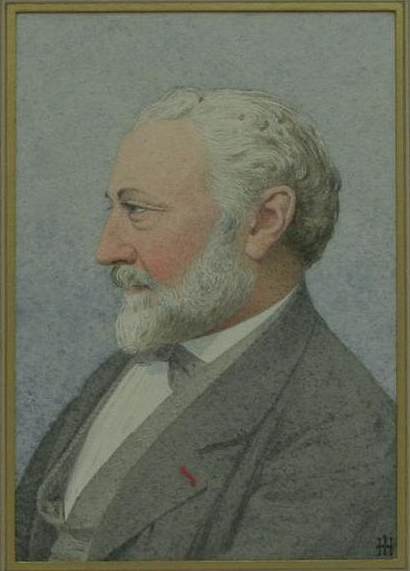
Portrait par Amédée Hédin au musée du château de Flers.

En 1875, il expose au salon une statue de marbre pour une chapelle de famille, à Saint-Brieuc Le capitaine A. du C..., blessé mortellement à la bataille du Mans, sur le plateau d’Auvours, le 14 janvier 1871, qui lui vaut d’être classé hors concours. La même année, après avoir subi une première attaque d’apoplexie, il est renversé par un fiacre, un soir, sur la place du Havre, à Paris, au moment où il regagnait son domicile en revenant de Normandie. Culbuté et piétiné par le cheval, broyé par la voiture, sous laquelle il est passé, et qui l’a écrasé contre les pavés. Relevé sans fracture apparente, fait porté chez lui, où il resta quelque temps entre la vie et la mort. Une tympanite persistante faisait, de plus, craindre la rupture des intestins. Les soins qu’il a reçu ne lui ont jamais permis de recouvrer toutes ses fonctions, y compris cérébrales.
Ayant réalisé avant son accident la statue d’Arcisse de Caumont, celle-ci figurera à l’exposition de 1876, et il assistera, le 15 juillet 1876, à son érection solennelle, à Bayeux. L’année suivante, à l’exposition de 1877, figure en bonne place la Statue du Juif-Errant en plâtre, dont le bronze sera exposé dans la ville de Flers-de-l’Orne, jusqu’en 1942, date à laquelle la politique antisémite du régime de Vichy, prétexte la mobilisation des métaux non ferreux pour la détruire, ce qui est d’autant plus regrettable, qu’il s’agissait, avec le Monument à Eugène Süe, la seule sculpture représentant ce thème dans les œuvres sculptées du XIXe siècle.
En 1873, son fonds d’atelier comprenant la plupart de ses plâtres est reçu par donation au musée des Beaux-Arts et de la Dentelle d'Alençon. Après sa mort, ce musée a reçu, par les soins de son frère, quantité d’autres esquisses qui garnissaient son atelier parisien.

## Œuvres partielles
- Alençon, musée des Beaux-Arts et de la Dentelle :
  - Jésus donnant la volée aux oiseaux ;
  - Un miracle de Jésus enfant.
- Argentan, place publique : Monument à Mézeray.
- Bayeux : Arcisse de Caumont, statue en pierre et médaille[c].
- Bellême, promenade : Le Colin-maillard.
- Chanu, église : Sainte Théodechilde.
- Condé-sur-Noireau, église : Saint Martin.
- Flers :
  - cour d’honneur du château : Le Juif errant, bronze, fondu en 1942 sous le régime de Vichy, dans le cadre de la mobilisation des métaux non ferreux.
  - musée du château de Flers : Rêverie.
- Grenoble, musée de Grenoble : Être et paraître.
- Mattaincourt, église : La Cène.
- Montmerrei, église : La Vierge.
- Paris :
  - basilique Sainte-Clotilde : Sainte Geneviève et Sainte Théodochilde, statues.
  - cimetière du Père-Lachaise : Louis Visconti, statue ornant sa tombe.
  - École nationale supérieure des beaux-arts : La Douleur, 1844.
  - École normale supérieure : Racine.
  - église Saint-Leu-Saint-Gilles : Saint Leu, statue.
  - église Saint-Pierre-de-Montrouge : 
    - Nativité, bas-relief en marbre ;
    - Vierge auxiliatrice, groupe en marbre.

  - palais du Louvre :
    - La Gloire, dans la Cour carrée ;
    - La Prudence et la Force ; La Justice et la Fraternité, aile Daru.
- Rouen, musée des beaux-arts : La jeune Fille et l’Amour, 1870[d].
- Saint-Brieuc : Augustin Du Clésieux, statue tumulaire.
- Sées, basilique de l’Immaculée-Conception : portail et chœur.
- Versailles, pavillon de la Lanterne : La Sainte Vierge.
- Vire, musée de Vire : Chênedollé, buste en marbre.

- Localisation inconnue :
  - Sainte Marie Madeleine.
  - Charles-Philippe de Chennevières-Pointel, 1853, médaillon.

Œuvres de Victor-Edmond Leharivel-Durocher
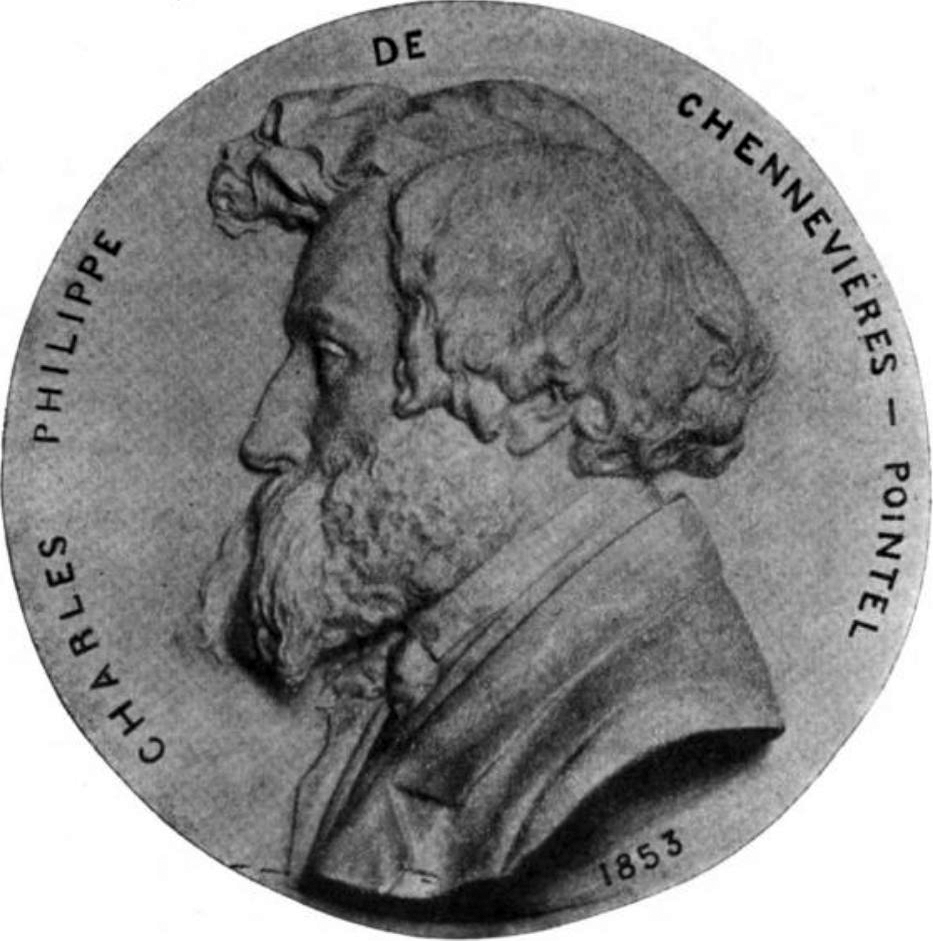
Charles-Philippe de Chennevières-Pointel (1853), médaillon, localisation inconnue.
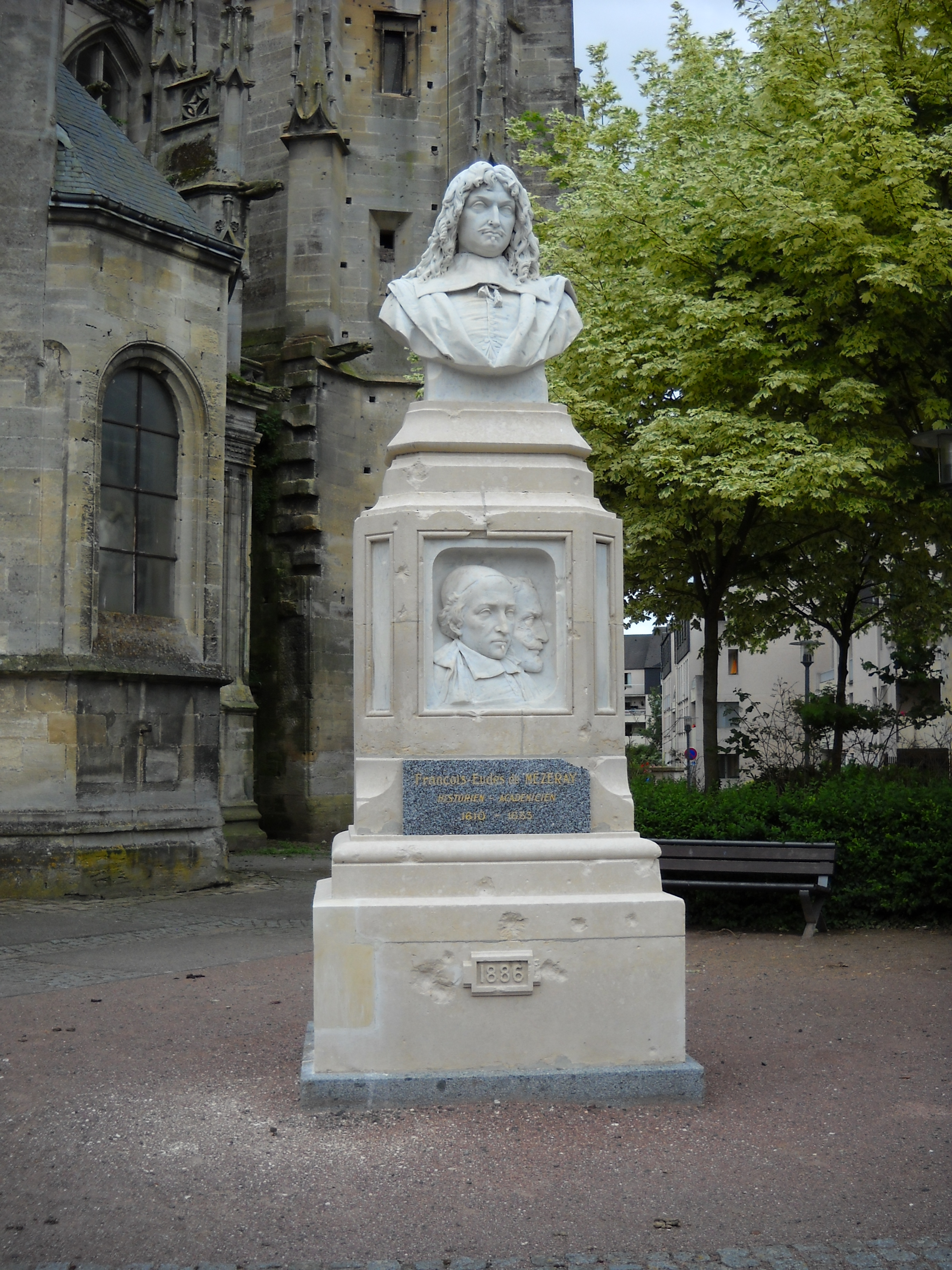
Monument à Mézeray, Argentan.
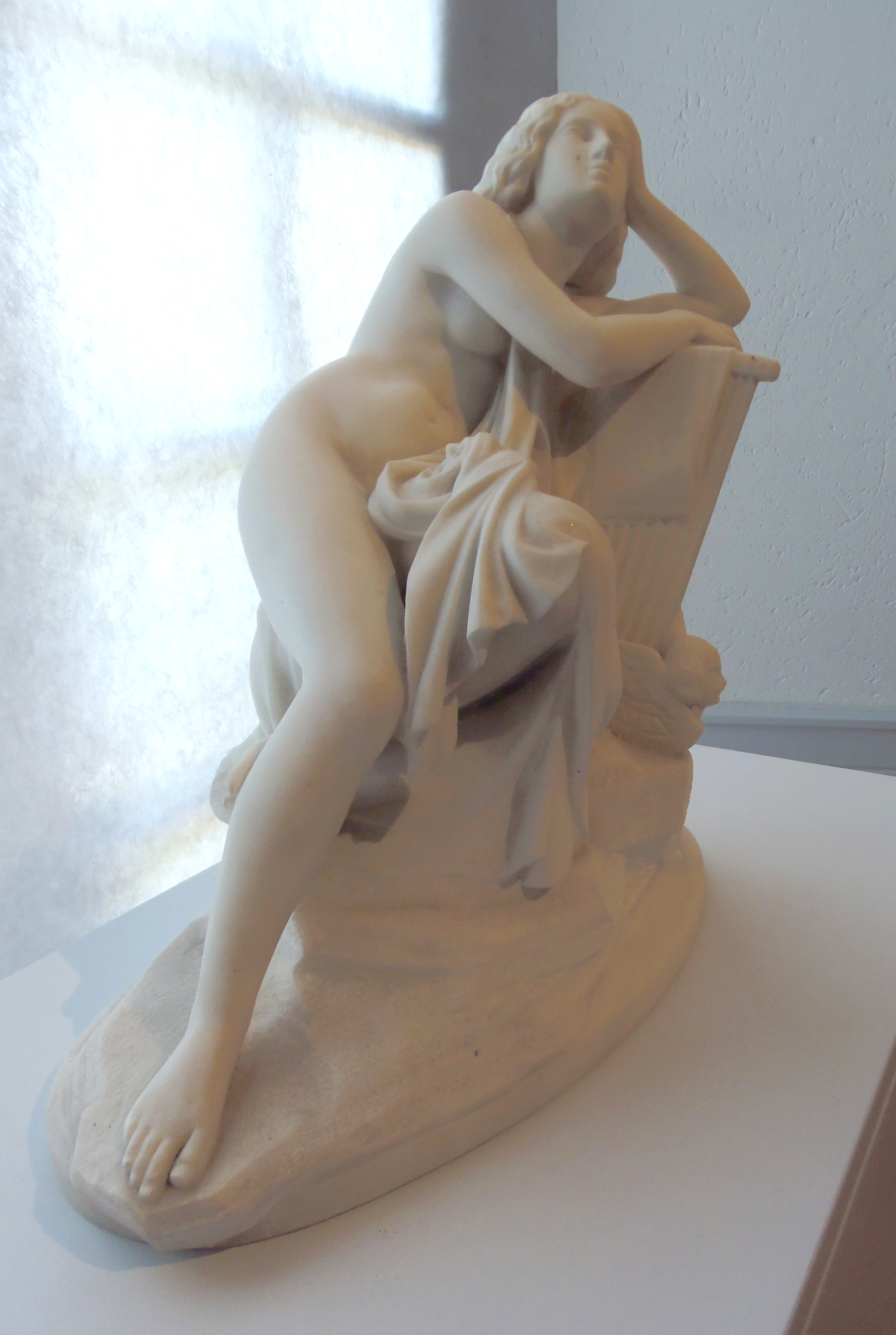
Rêverie, musée du château de Flers.
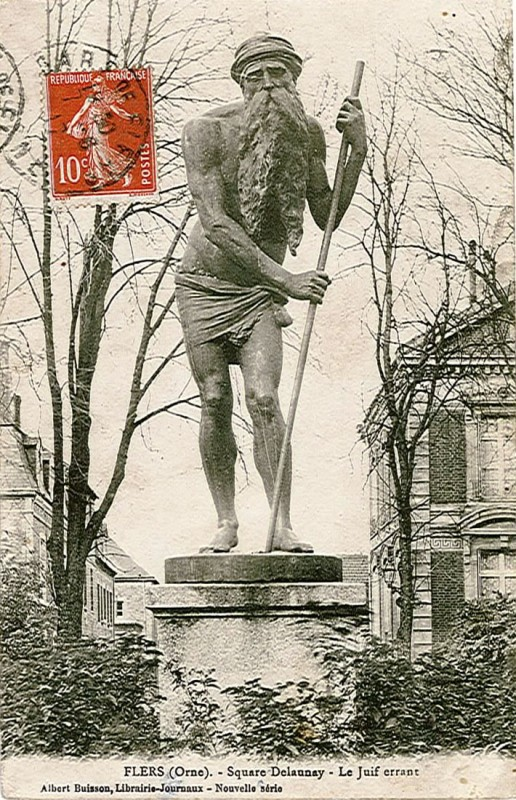
Le Juif errant à Flers.
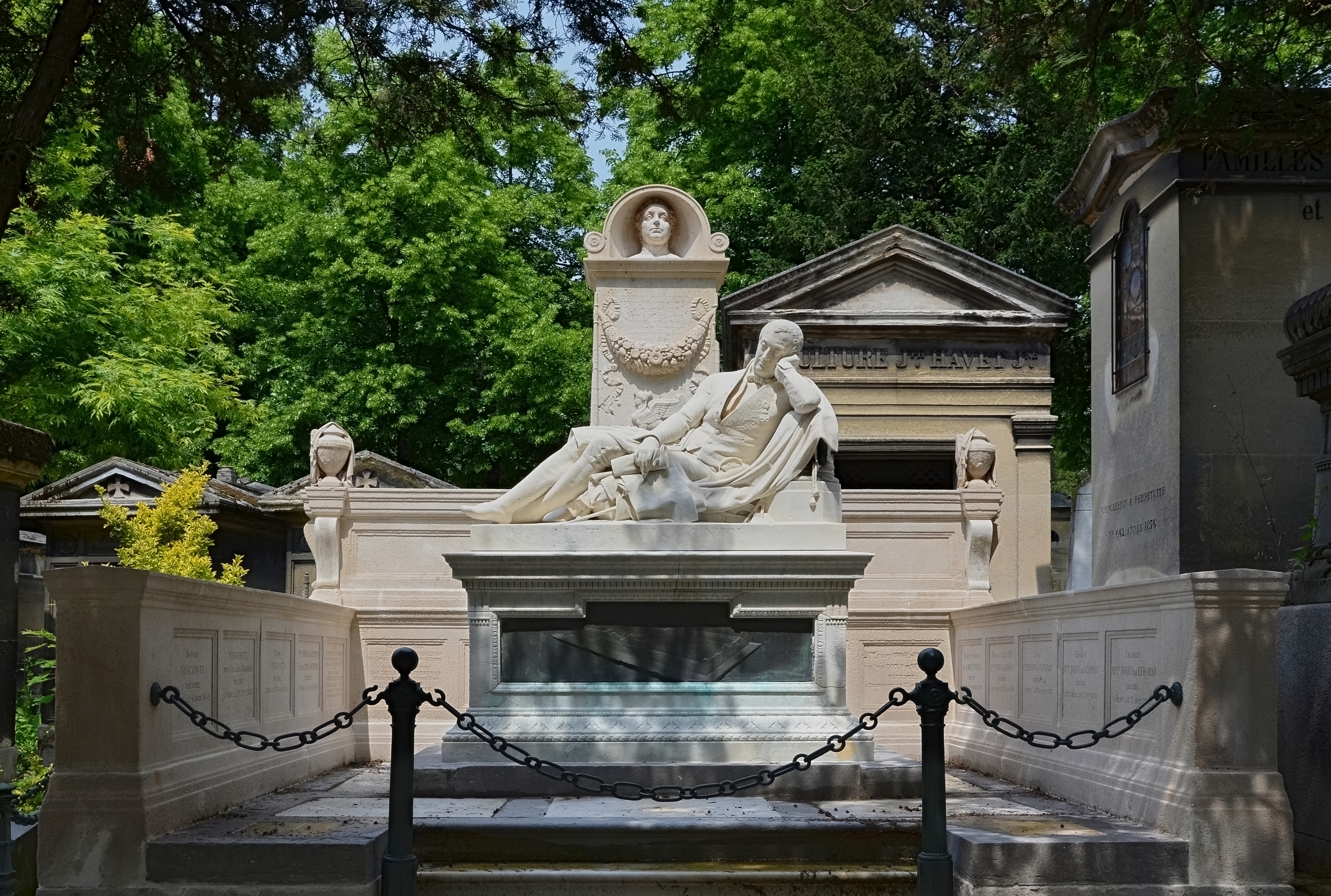
Louis Visconti, Paris, cimetière du Père-Lachaise.
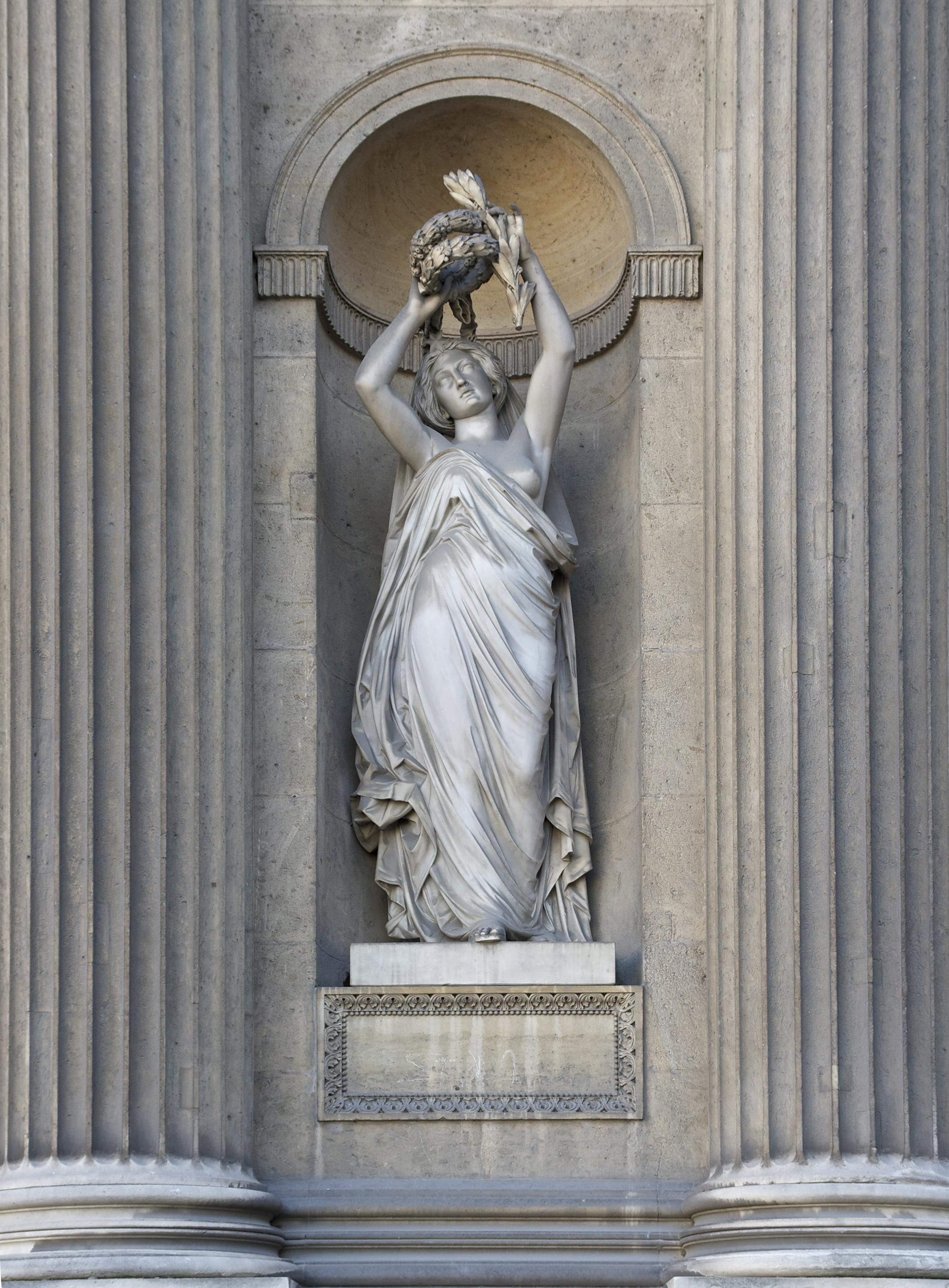
La Gloire, Paris, palais du Louvre, Cour carrée.
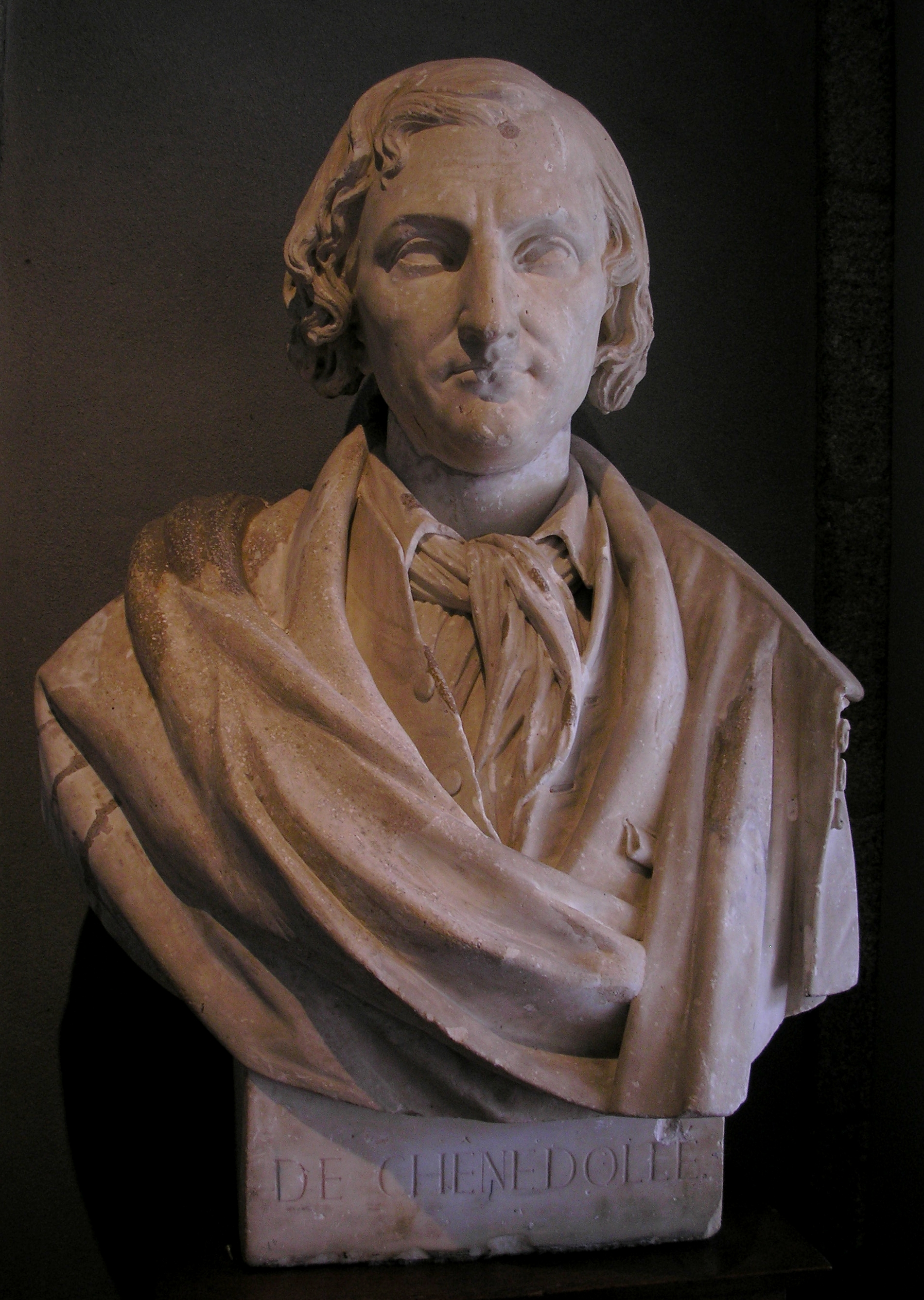
Chênedollé, marbre, musée de Vire.
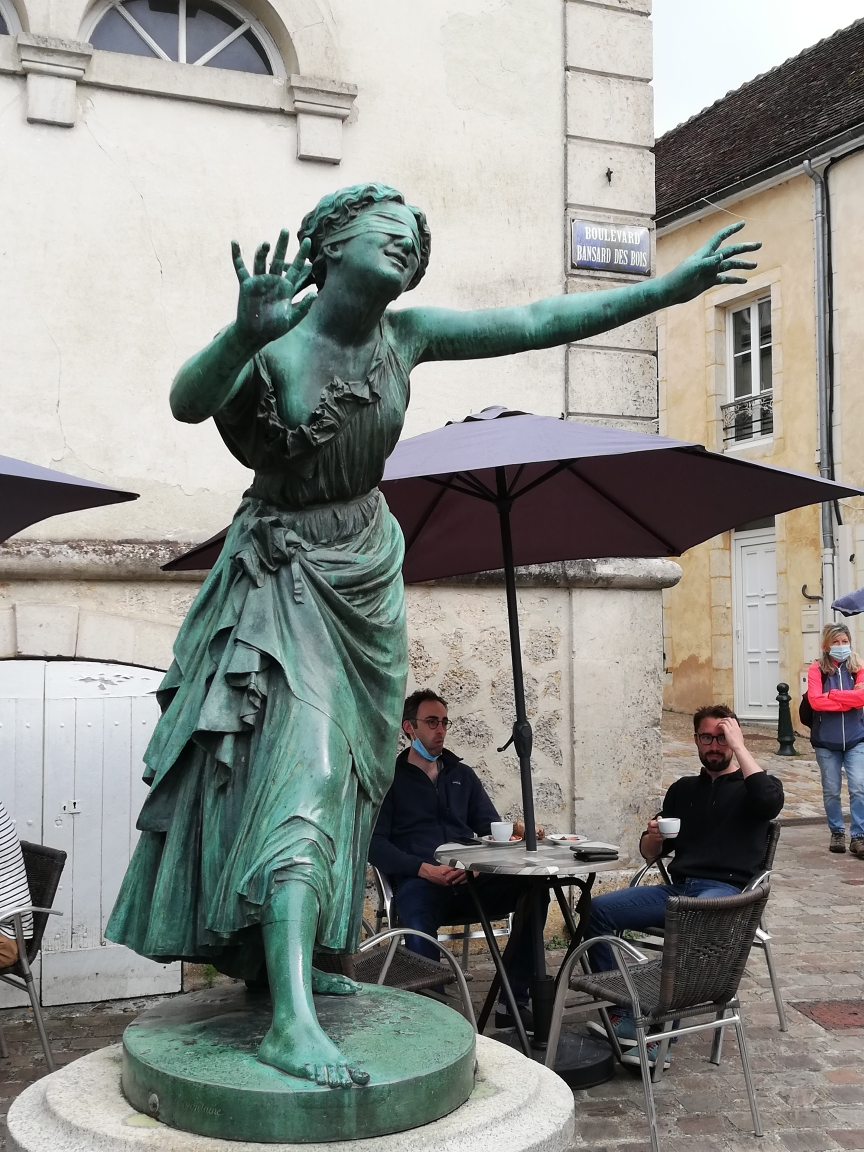
Jeune fille jouant à colin-maillard, Bellême.
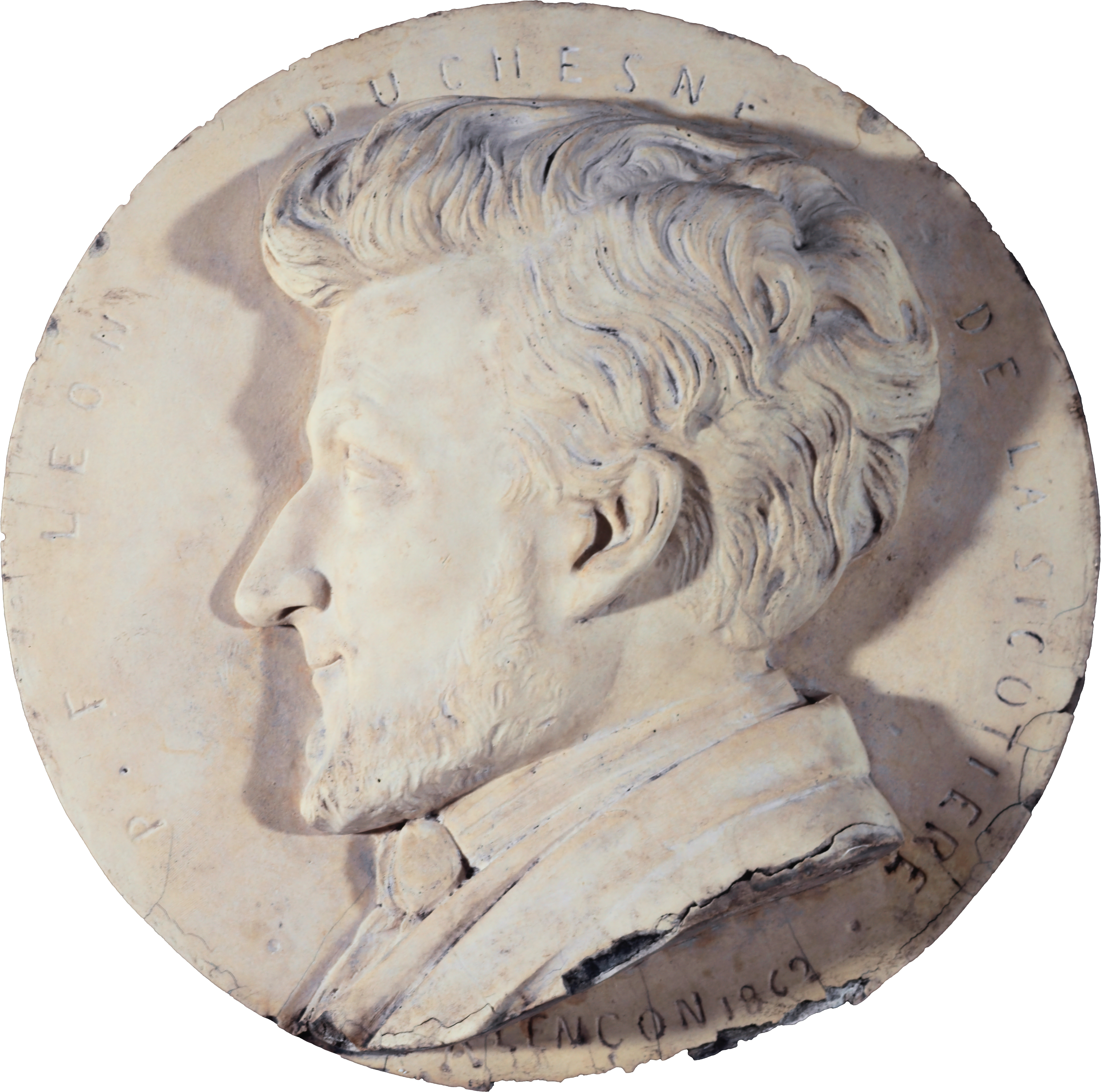
Léon de La Sicotière (1862), médaillon, musée Carnavalet.

## Salons
- 1852 : Rêverie.
- 1857 : Sainte Geneviève.
- 1868 : La Filature et le Tissage.
- 1869 : Feu Léon Foucault.
- 1870 : La jeune Fille et l’Amour.